# Рогохвіст великий хвойний
Рогохвіст великий хвойний (Urocerus gigas) —  вид перетинчастокрилих родини рогохвостів

## Опис
Забарвлений у чорне, з жовтим малюнком. Тім'я має чорне і ясно відмежоване з боків, сьомий сегмент черевця жовтого кольору. Ноги від колін жовті. Крила також жовті. Самець чорний, вусики жовті або рудуваті, черевце також руде. 
Тіло завдовжки 12-40 мм. 

## Ареал
Поширений в Євразії, в Україні трапляється в Карпатах, на Поліссі та в Лісостепу. 

## Економічне значення
Відомий як шкідник, що пошкоджує деревину стовбурів вже ослаблених дерев ялини, смереки, модрини і сосни. 

## Галерея
|  |
|  |

|  |
|  |

|  |
|  |

|  |
|  |

|  |
|  |